# Isoetes cubana
Isoetes cubana är en kärlväxtart som beskrevs av Georg George Engelmann och Bak.. Isoetes cubana ingår i släktet braxengräs, och familjen Isoetaceae. Inga underarter finns listade i Catalogue of Life.